# Butanoate de propyle
Le butanoate de propyle est l'ester de l'acide butanoïque et du propanol utilisé comme arôme dans l'industrie alimentaire et la parfumerie. 